# Halle Open
El Torneig de Halle, conegut oficialment com a Noventi Open i tradicionalment Gerry Weber Open, és un torneig tennístic professional que es disputa anualment a les pistes de gespa de l'OWL Arena de Halle, Rin del Nord-Westfàlia, Alemanya. Pertany a les sèries 500 del circuit ATP masculí. Se celebra cada any al mes de juny i s'utilitza com a preparació del torneig de Wimbledon.
El torneig es va crear l'any 1993 i la pista central disposa d'un sostre retràctil que s'utilitza en cas de pluja o per l'organització d'altres esdeveniments interiors com handbol, basquet, voleibol, boxa o concerts. Amb la reorganització del calendari realitzada l'any 2009 va ser inclòs en les sèries 250, però l'any 2015 va ascendir de categoria per tal de donar més pes en el circuit al torneigs disputats sobre gespa.

## Palmarès

### Individual masculí
| Any                      | Campió                                            | Finalista                                         | Resultat                                          |
| ------------------------ | ------------------------------------------------- | ------------------------------------------------- | ------------------------------------------------- |
| ATP World Tour 500       |                                                   |                                                   |                                                   |
| 2025                     | Alexander Bublik (2)                              | Daniïl Medvédev                                   | 6−3, 7−6(4)                                       |
| 2024                     | Jannik Sinner                                     | Hubert Hurkacz                                    | 7−6(8), 7−6(2)                                    |
| 2023                     | Alexander Bublik                                  | Andrei Rubliov                                    | 6−3, 3−6, 6−3                                     |
| 2022                     | Hubert Hurkacz                                    | Daniïl Medvédev                                   | 6−1, 6−4                                          |
| 2021                     | Ugo Humbert                                       | Andrei Rubliov                                    | 6−3, 7−6(4)                                       |
| 2020                     | Torneig suspès a causa de la pandèmia de COVID-19 | Torneig suspès a causa de la pandèmia de COVID-19 | Torneig suspès a causa de la pandèmia de COVID-19 |
| 2019                     | Roger Federer (10)                                | David Goffin                                      | 7−6(2), 6−1                                       |
| 2018                     | Borna Ćorić                                       | Roger Federer                                     | 7−6(6), 3−6, 6−2                                  |
| 2017                     | Roger Federer                                     | Alexander Zverev                                  | 6−1, 6−3                                          |
| 2016                     | Florian Mayer                                     | Alexander Zverev                                  | 6−2, 5−7, 6−3                                     |
| 2015                     | Roger Federer                                     | Andreas Seppi                                     | 7−6(1), 6−4                                       |
| ATP World Tour 250       |                                                   |                                                   |                                                   |
| 2014                     | Roger Federer                                     | Alejandro Falla                                   | 7−6(2), 7−6(3)                                    |
| 2013                     | Roger Federer                                     | Mikhaïl Iujni                                     | 6−7(5), 6−3, 6−4                                  |
| 2012                     | Tommy Haas (2)                                    | Roger Federer                                     | 7−6(5), 6−4                                       |
| 2011                     | Philipp Kohlschreiber                             | Philipp Petzschner                                | 7−6(5), 2−0 i retirada                            |
| 2010                     | Lleyton Hewitt                                    | Roger Federer                                     | 3−6, 7−6(4), 6−4                                  |
| 2009                     | Tommy Haas                                        | Novak Djokovic                                    | 6−3, 6−7(4), 6−1                                  |
| ATP International Series |                                                   |                                                   |                                                   |
| 2008                     | Roger Federer                                     | Philipp Kohlschreiber                             | 6−3, 6−4                                          |
| 2007                     | Tomas Berdych                                     | Markos Bagdatís                                   | 7−5, 6−4                                          |
| 2006                     | Roger Federer                                     | Tomas Berdych                                     | 6−0, 6−7(4), 6−2                                  |
| 2005                     | Roger Federer                                     | Marat Safin                                       | 6−4, 6−7(6), 6−4                                  |
| 2004                     | Roger Federer                                     | Mardy Fish                                        | 6−0, 6−3                                          |
| 2003                     | Roger Federer                                     | Nicolas Kiefer                                    | 6−1, 6−3                                          |
| 2002                     | Ievgueni Kàfelnikov (3)                           | Nicolas Kiefer                                    | 2−6, 6−4, 6−4                                     |
| 2001                     | Thomas Johansson                                  | Fabrice Santoro                                   | 6−3, 6−7(5), 6−2                                  |
| 2000                     | David Prinosil                                    | Richard Krajicek                                  | 6−3, 6−2                                          |
| 1999                     | Nicolas Kiefer                                    | Nicklas Kulti                                     | 6−3, 6−2                                          |
| 1998                     | Ievgueni Kàfelnikov                               | Magnus Larsson                                    | 6−4, 6−4                                          |
| 1997                     | Ievgueni Kàfelnikov                               | Magnus Larsson                                    | 7−6(2), 6−7(5), 7−6(7)                            |
| 1996                     | Nicklas Kulti                                     | Ievgueni Kàfelnikov                               | 6−7(5), 6−3, 6−4                                  |
| 1995                     | Marc Rosset                                       | Michael Stich                                     | 3−6, 7−6(11), 7−6(8)                              |
| 1994                     | Michael Stich                                     | Magnus Larsson                                    | 6−4, 4−6, 6−3                                     |
| 1993                     | Henri Leconte                                     | Andrí Medvèdev                                    | 6−2, 6−3                                          |

### Dobles masculins
| Any                      | Campions                                          | Finalistes                                        | Resultat                                          |
| ------------------------ | ------------------------------------------------- | ------------------------------------------------- | ------------------------------------------------- |
| ATP World Tour 500       |                                                   |                                                   |                                                   |
| 2025                     | Kevin Krawietz Tim Pütz                           | Simone Bolelli Andrea Vavassori                   | 6−3, 7−6(4)                                       |
| 2024                     | Simone Bolelli Andrea Vavassori                   | Kevin Krawietz Tim Pütz                           | 7−6(3), 7−6(5)                                    |
| 2023                     | Marcelo Melo John Peers                           | Simone Bolelli Andrea Vavassori                   | 7−6(7), 3−6, [10−6]                               |
| 2022                     | Marcel Granollers Horacio Zeballos                | Tim Pütz Michael Venus                            | 6−4, 6−7(5), [14−12]                              |
| 2021                     | Kevin Krawietz Horia Tecău                        | Félix Auger-Aliassime Hubert Hurkacz              | 7−6(4), 6−4                                       |
| 2020                     | Torneig suspès a causa de la pandèmia de COVID-19 | Torneig suspès a causa de la pandèmia de COVID-19 | Torneig suspès a causa de la pandèmia de COVID-19 |
| 2019                     | Raven Klaasen Michael Venus                       | Łukasz Kubot Marcelo Melo                         | 4−6, 6−3, [10−4]                                  |
| 2018                     | Lukasz Kubot Marcelo Melo (2)                     | Alexander Zverev Mischa Zverev                    | 7−6(1), 6−4                                       |
| 2017                     | Lukasz Kubot Marcelo Melo                         | Alexander Zverev Mischa Zverev                    | 5−7, 6−3, [10−8]                                  |
| 2016                     | Raven Klaasen Rajeev Ram (2)                      | Łukasz Kubot Alexander Peya                       | 7−6(5), 6−2                                       |
| 2015                     | Raven Klaasen Rajeev Ram                          | Rohan Bopanna Florin Mergea                       | 7−6(5), 6−2                                       |
| ATP World Tour 250       |                                                   |                                                   |                                                   |
| 2014                     | Andre Begemann Julian Knowle                      | Marco Chiudinelli Roger Federer                   | 1−6, 7−5, [12−10]                                 |
| 2013                     | Santiago González Scott Lipsky                    | Daniele Bracciali Jonathan Erlich                 | 6−2, 7−6(3)                                       |
| 2012                     | Aisam-ul-Haq Qureshi Jean-Julien Rojer            | Treat Conrad Huey Scott Lipsky                    | 6−3, 6−4                                          |
| 2011                     | Rohan Bopanna Aisam-ul-Haq Qureshi                | Robin Haase Milos Raonic                          | 7−6(8), 3−6, [11−9]                               |
| 2010                     | Serhí Stakhovski Mikhaïl Iujni                    | Martin Damm Filip Polášek                         | 4−6, 7−5, [10−7]                                  |
| 2009                     | Christopher Kas Philipp Kohlschreiber             | Andreas Beck Marco Chiudinelli                    | 6−3, 6−4                                          |
| ATP International Series |                                                   |                                                   |                                                   |
| 2008                     | Mikhaïl Iujni Michael Zverev                      | Lukáš Dlouhý Leander Paes                         | 4−6, 6−3, 10−3                                    |
| 2007                     | Simon Aspelin Julian Knowle                       | Fabrice Santoro Nenad Zimonjić                    | 6−4, 7−6(5)                                       |
| 2006                     | Fabrice Santoro Nenad Zimonjić                    | Michael Kohlmann Rainer Schüttler                 | 6−0, 6−4                                          |
| 2005                     | Roger Federer Yves Allegro                        | Joachim Johansson Marat Safin                     | 7−5, 6−7(6), 6−3                                  |
| 2004                     | Leander Paes David Rikl                           | Tomáš Cibulec Petr Pála                           | 6−2, 7−5                                          |
| 2003                     | Jonas Björkman Todd Woodbridge                    | Martin Damm Cyril Suk                             | 6−3, 6−4                                          |
| 2002                     | David Prinosil David Rikl                         | Jonas Björkman Todd Woodbridge                    | 4−6, 7−6(5), 7−5                                  |
| 2001                     | Daniel Nestor Sandon Stolle                       | Maks Mirni Patrick Rafter                         | 6−4, 6−7(5), 6−1                                  |
| 2000                     | Nicklas Kulti Mikael Tillström                    | Mahesh Bhupathi David Prinosil                    | 7−6(4), 7−6(4)                                    |
| 1999                     | Jonas Björkman Patrick Rafter                     | Paul Haarhuis Jared Palmer                        | 6−3, 7−5                                          |
| 1998                     | Ellis Ferreira Rick Leach                         | John-Laffnie de Jager Marc-Kevin Goellner         | 4−6, 6−4, 7−6                                     |
| 1997                     | Karsten Braasch Michael Stich                     | David Adams Marius Barnard                        | 7−6, 6−3                                          |
| 1996                     | Byron Black Grant Connell                         | Ievgueni Kàfelnikov Daniel Vacek                  | 6−1, 7−5                                          |
| 1995                     | Jacco Eltingh Paul Haarhuis                       | Ievgueni Kàfelnikov Andrei Olkhovski              | 6−2, 3−6, 6−3                                     |
| 1994                     | Olivier Delaître Guy Forget                       | Henri Leconte Gary Muller                         | 6−4, 6−7, 6−4                                     |
| 1993                     | Petr Korda Cyril Suk                              | Mike Bauer Marc-Kevin Goellner                    | 7−6, 5−7, 6−3                                     |